# Ordine della Gloria
L'Ordine della Gloria (in russo Орден Славы?, Orden Slavy) è stato una decorazione dell'Unione Sovietica, creato l'8 novembre 1943 . Fu concesso a sottufficiali e soldati delle Forze Armate e ai sottotenenti dell'Aeronautica per il valore dimostrato di fronte al nemico.

## Storia
L'Ordine della Gloria, che venne creato ricalcando la decorazione zarista dell'Ordine Imperiale di San Giorgio, era articolato in tre gradi. Un decorato inizialmente riceveva il terzo grado e poteva essere promosso successivamente ai gradi superiori avendo compiuto altri atti di valore. Chi giungeva a ricevere i tre gradi dell'Ordine era detto polniy kavaler ordenov slavy (Cavaliere dell'Ordine della Gloria). Coloro che raggiunsero il grado di Cavaliere furono circa 2500, tra cui quattro donne.
L'Ordine della Gloria cessò di esistere con lo scioglimento dell'Unione Sovietica. Nel 2000 venne invece ricostituito l'Ordine di San Giorgio.

## Insegne
- La medaglia dell'Ordine era una stella a cinque punte con un disco centrale: stella d'oro con disco d'oro per il Primo Grado, stella d'argento con disco dorato per il Secondo Grado e stella d'argento con disco d'argento per il Terzo Grado.

Nel disco centrale era rappresentata la Torre Spasskaya del Palazzo del Cremlino sovrastata da una stella rossa a cinque punte. In basso in campo rosso la scritta Slava (Gloria). Sul retro la scritta in alfabeto cirillico CCCP (URSS) posta all'interno di un anello.
- Il nastro dell'Ordine era arancione con tre bande nere, uguale a quello della Croce di San Giorgio e venne chiamato Nastro di San Giorgio.

| Prima Classe | Seconda Classe | Terza Classe |
| ------------ | -------------- | ------------ |
|              |                |              |
| Nastro       |                |              |
|              |                |              |